# زنان کوچک (فیلم ۱۹۳۳)
زنان کوچک (انگلیسی: Little Women) فیلمی در ژانر درام به کارگردانی جرج کیوکر و جان دیویس لاج است که در سال ۱۹۳۳ منتشر شد.
این فیلم برنده جایزه اسکار بهترین فیلم‌نامه اقتباسی توسط ویکتور هیرمن و سارا میسون در ششمین دوره اسکار شده است.

## داستان
فیلم داستان چهار خواهر مگ، جو، بت و امی را روایت می‌کند. در دوران جنگ داخلی آمریکا پدر آنها خانه را به قصد خدمت در ارتش ترک می‌کند. خانواده آنها به کمک همسایه مهربان و ثروتمندشان تلاش می‌کنند زندگی خود را بگردانند.

## بازیگران
- کاترین هپبورن
- جوآن بنت
- جین پارکر
- فرنسیس دی
- داگلاس مونتگومری
- ادنا می اولیور
- پل لوکاس
- اسپرینگ باینگتون
- ساموئل اس هیندز
- جان دیویس لاج
- مودی بلوز
- بونیتا گرانویل
- اولین هولند
- فرانچسکا براجوتی
- مرلین نولدن